# Дятловское сельское поселение
Дятловское се́льское поселе́ние — упразднённое муниципальное образование в составе Вышневолоцкого района Тверской области.
На территории поселения находились 39 населённых пунктов. Центр поселения — деревня Дятлово.
Образовано в 2005 году, включило в себя территории и населённые пункты Дятловского и Осечновского сельских округов, а также части территории Старского и Терелесовского сельских округов.

## Географические данные
- Общая площадь: 477,6 км²
- Нахождение: восточная часть Вышневолоцкого района
  - Граничит:
    - на севере — с Удомельским районом, Копачёвское СП и Удомельское СП,
    - на северо-востоке — с Овсищенским СП,
    - на юго-востоке — со Спировским районом, Пеньковское СП и Выдропужское СП,
    - на юге — с Холохоленским СП,
    - на юго-западе — с Горняцким СП и Терелесовским СП,
    - на западе — с Сорокинским СП.

Много озёр, крупнейшие — Городно, Мец, Ольшево (Дудиха).

Поселение пересекает автодорога «Вышний Волочёк — Бежецк — Сонково», на юге — железная дорога «Москва — Санкт-Петербург».

## Экономика
В Советское время здесь действовали совхозы «Вышневолоцкий» и «Осеченский».

## Население
На 01.01.2008 — 1093 человека.

Национальный состав: русские и карелы.

## Населенные пункты
На территории поселения находятся следующие населённые пункты:
| №  | Тип нп | Название         | Население (2008 год) |
| -- | ------ | ---------------- | -------------------- |
| 1  | дер.   | Александровка    | 0                    |
| 2  | дер.   | Белавино         | 82                   |
| 3  | дер.   | Бибиково         | 0                    |
| 4  | дер.   | Боброво          | 0                    |
| 5  | дер.   | Бор              | 7                    |
| 6  | дер.   | Борисково        | 0                    |
| 7  | дер.   | Веретье          | 0                    |
| 8  | дер.   | Волошно          | 47                   |
| 9  | дер.   | Глебцево         | 11                   |
| 10 | дер.   | Глубокое         | 14                   |
| 11 | дер.   | Головкино        | 0                    |
| 12 | дер.   | Горбово          | 2                    |
| 13 | дер.   | Граница          | 1                    |
| 14 | дер.   | Данильцево       | 0                    |
| 15 | дер.   | Доруха           | 0                    |
| 16 | дер.   | Дудиха           | 30                   |
| 17 | дер.   | Дятлово          | 452                  |
| 18 | дер.   | Ермолкино        | 30                   |
| 19 | дер.   | Королево         | 0                    |
| 20 | дер.   | Красное          | 0                    |
| 21 | дер.   | Кулотино         | 4                    |
| 22 | дер.   | Лукино           | 58                   |
| 23 | дер.   | Ляпуниха         | 0                    |
| 24 | дер.   | Мазово           | 20                   |
| 25 | дер.   | Мальцево         | 11                   |
| 26 | дер.   | Мякишево         | 4                    |
| 27 | дер.   | Нивище           | 4                    |
| 28 | дер.   | Облино           | 11                   |
| 29 | дер.   | Озеряево         | 0                    |
| 30 | село   | Осечно           | 207                  |
| 31 | дер.   | Осиновик         | 0                    |
| 32 | дер.   | Прохово          | 5                    |
| 33 | дер.   | Русская Гора     | 40                   |
| 34 | дер.   | Сандилово        | 0                    |
| 35 | дер.   | Табошево         | 15                   |
| 36 | дер.   | Ухаб             | 5                    |
| 37 | дер.   | Цибульская Горка | 24                   |
| 38 | дер.   | Шелемиха         | 8                    |
| 39 | дер.   | Юняхино          | 1                    |

### Бывшие населенные пункты
На территории поселения исчезли деревни Дершино, Дуброво, Желибье, Заречье, Большая и Малая Варежа, Малое Петрово, Ольшево, Фёдово, Скоблево, Бучино, Демидово, Ивашинка (хутор), Клещино (хутор), Образцовая Усадьба (хутор), Свинуха (хутор), Прохорово, Сокольниково, Михайловское, Селки, Клоково, Свобода, Раменье, Новая Деревня и другие.

## История
В XII—XIV вв. территория поселения относилась к Бежецкой пятине Новгородской земли. В XV веке присоединена к Великому княжеству Московскому и относилась к Осеченскому погосту Бежецкой пятины.
- После реформ Петра I территория поселения входила:[3]
- в 1708—1727 гг. в Санкт-Петербургскую (Ингерманляндскую 1708—1710 гг.) губернию, Новгородскую провинцию,
- в 1727—1775 гг. в Новгородскую губернию, Новгородскую провинцию,
- в 1775—1796 гг. в Тверское наместничество, Вышневолоцкий уезд,
- в 1796—1929 гг. в Тверскую губернию, Вышневолоцкий уезд,
- в 1929—1935 гг. в Московскую область, Вышневолоцкий район,
- в 1935—1990 гг. в Калининскую область, Вышневолоцкий район,
- с 1990 в Тверскую область, Вышневолоцкий район.

В середине XIX-начале XX века деревни поселения относились к Осеченской и Ящинской волостям Вышневолоцкого уезда Тверской губернии.

В 50-е годы XX века на территории поселения существовали Белавинский и Осечновский сельсоветы Вышневолоцкого района Калининской области.

## Известные люди
В ныне не существующей деревне Дуброво? родился Герой Советского Союза Иван Михайлович Павкин.